# Hosszú-hegyi 5. sz. barlang
A Hosszú-hegyi 5. sz. barlang a Duna–Ipoly Nemzeti Park területén lévő Pilis hegységben található egyik barlang.

## Leírás
Pilisszántó külterületén, a Hosszú-hegy ÉNy-i oldalán, a hegygerinc vonalától DK-re lévő kis kőfejtő talpszintjén van a barlang bejárata. A Pilisszentkeresztet Pilisszántóval összekötő műút legmagasabb pontján a műútról leágazik egy széles dózerút, amely végigmegy a Hosszú-hegy oldalán. Ezen az úton zöld sáv turistajelzés van felfestve. Az útról kb. 400 m után lekanyarodik jobbra a zöld sáv jelzésű turistaút. Itt helyezkedik el az erdőben egy kis kőfejtő, melyben hátul, bal oldalon van a barlang bejárata.
A barlang dachsteini mészkőben, oligocén hárshegyi homokkő alatt keletkezett. Jelenlegi formájának létrejötte három fázisra osztható minimum. Az első szakaszban keveredési korróziós, valamint hévizes tevékenység fejtette ki hatását. Ekkor történt az üregesedés. A jelen lévő repedéseket a víz egyértelműen tágította, alakította. A következő szakaszban a stagnáló, lassan apadó víz vékonypados, meszes agyagrétegeket halmozott fel, illetve elkezdődött a kristályosodás az üreg falain. A harmadik szakaszban a hasadékokon leszivárgó víz a járat talpán lévő repedéseket tágította és jellegzetesen kicsipkézte, majd teljesen elzárta, egy pont kivételével. Ezen a ponton a víz útját kb. 4–5 cm széles, bizonytalan mélységű hasadék jelzi.
A bejárati részben a külső levegő dominál. A végponton lassú, de állandó légcsere figyelhető meg. Ellenben a középső részeken néha (a külső levegő függvényében) mozdulatlan a levegő és pára alakul ki. Pontos, hosszú időn át tartó klímamérések nem lettek végezve benne, de alkalmi mérések szerint 6–8 °C hőmérséklet jellemző a barlang levegőjére.
2011-ben volt először Hosszú-hegyi 5. sz. barlangnak nevezve a barlang az irodalmában. Előfordul irodalmában Hosszú-hegyi új (Kristályos) barlang (Kocsis, Turi 2007) néven is.

## Kutatástörténet
Az 1948. évi Hidrológiai Közlönyben publikálva lett, hogy a Hosszú-hegy kiemelkedésével alábbszállt a Hosszú-hegyben a karsztvízszint és megszűnt a működése a Ziribári-, Hosszúhegyi-, Pilisszántói- és Szurdokvölgyi-barlangok forrássorozatának.
Az Anubisz Barlangkutató Csoport és az Adrenalin Barlangkutató Egyesület 2007. évi közös jelentésében az olvasható, hogy a Hosszú-hegyi új (Kristályos) barlang 17 m hosszú, 1,5 m mély és 1,5 m magas. A barlangnak helyet adó kőfejtőben a kőfejtő falán megfigyelhető nagyon szép, tetraéderes, 2–3 cm-es kalcitkristályok, a talpszinten nyíló kis üreg, valamint a nagyon hideg levegő hívták fel a figyelmet arra, hogy talán barlang van itt. A barlangban 2007-ben hétszer, személyekre bontva összesen 460 órát dolgoztak a két csoport tagjai. Az üreg feltárása, a kitöltés kihordása nagyon gyorsan haladt. A kitöltés (minden bizonnyal a bányászati robbantások miatt) az első, függőleges, hasadékjellegű részben csak a törmelékben található kalcitkristályokból állt, amelyek néha barlangi agyaggal voltak keverve. Itt már nem voltak ritkák a 3–5 cm-es kristályok sem. A falak határozottan oldottak, néhány helyen kalcittal fedettek.
A második, vízszintes részben a kitöltés már két részre osztható. A felső szint fenyőtűvel kevert humusz, alja pedig 15 cm vastagon kalcit. A humusz állati alom volt, amelyet nemcsak a nyomok és magmaradványok, hanem a kitöltés helyzete is bizonyított, mert az természetes úton nem kerülhetett volna be. Ezen a kb. 14 m hosszú részen a falakon már sokkal több kalcit van. Ez a rész végig levegős járatként lett felfedezve, csak a talpszinti kitöltés lett eltávolítva. A végponton két irányban lehet folytatni a munkát további járatok felfedezéséért. Tervezték, hogy 2008-ban folytatják a kitöltés eltávolítását a barlangból. Folyamatban van a járatok térképének készítése. A jelentéshez mellékelve lett öt színes fénykép, amelyek bemutatják a barlangot.
A két csoport 2008. évi közös jelentése szerint a barlang kb. 17 m hosszú, 1,5 m mély és kb. 2 m magas. 2008-ban a két csoport háromszor, összesen 22 órát dolgozott a barlangban. Nagyon könnyen ment az üreg feltárása, a kitöltés eltávolítása. A munka a barlang végpontján lévő járatban felhalmozódott kitöltés kihordásából állt. A végponton egy kb. 1,5 m-es emelkedő után egy szép gömbfülke van, ahol a következő feladat a talpszintsüllyesztés. A két csoport 2009-ben kétszer, személyekre bontva összesen 60 órát dolgozott a Hosszú-hegyi új (Kristályos) barlangban. A barlang teljes, ember számára járható részét kitisztították a csoportok tagjai és megállapították, hogy minden végpont szálkőben végződik. A barlang kutatása további barlangjáratok felfedezése miatt felesleges. A két csoport befejezte a barlang kutatását. Szokol Adrienn 2011-es kéziratában található egy helyszínrajz, amelyen a 4830-as barlangkataszteri terület barlangjainak földrajzi elhelyezkedése látható. Az ábrán meg lett jelölve a Hosszú-hegyi 5. sz. barlang földrajzi elhelyezkedése. A kéziratban az van írva, hogy a Hosszú-hegyi 5. sz. barlang a Hosszú-hegyen található. 17 m hosszú és 3,5 m függőleges kiterjedésű barlang.

## Képek

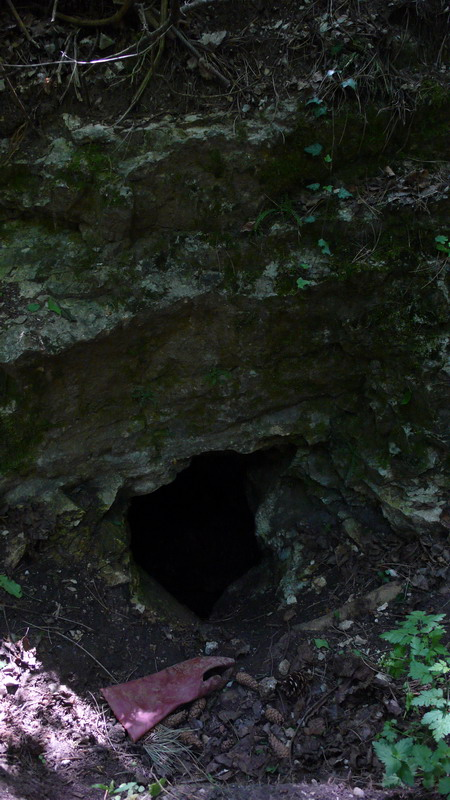
A barlang bejárata 2009-ben
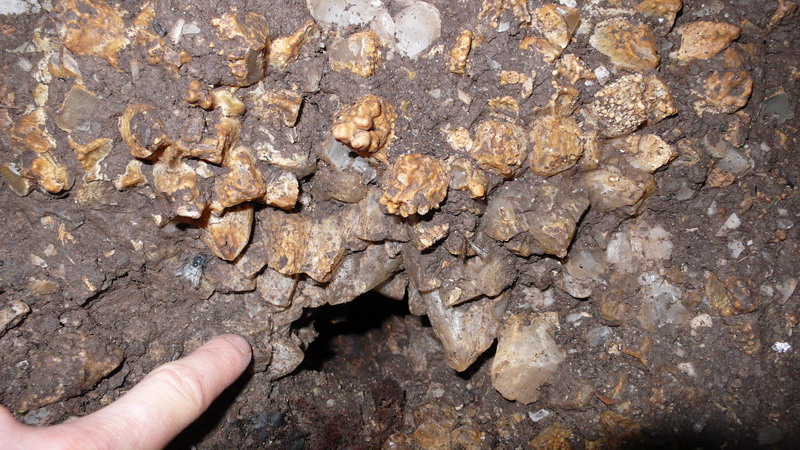
Képződmények a barlangban
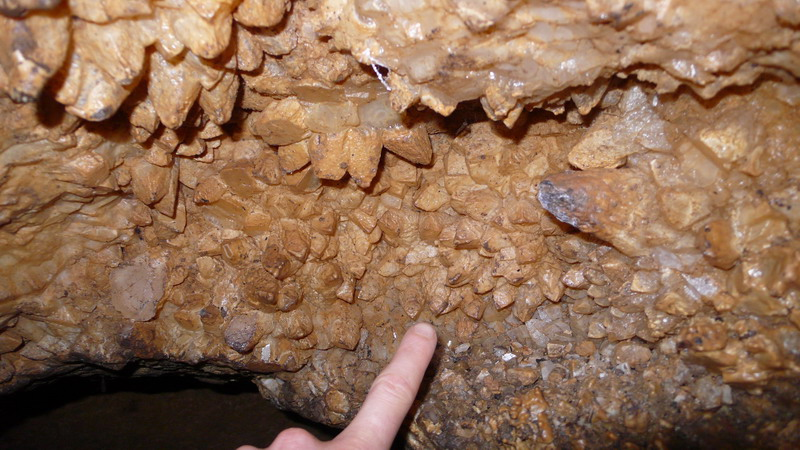
Képződmények a barlangban
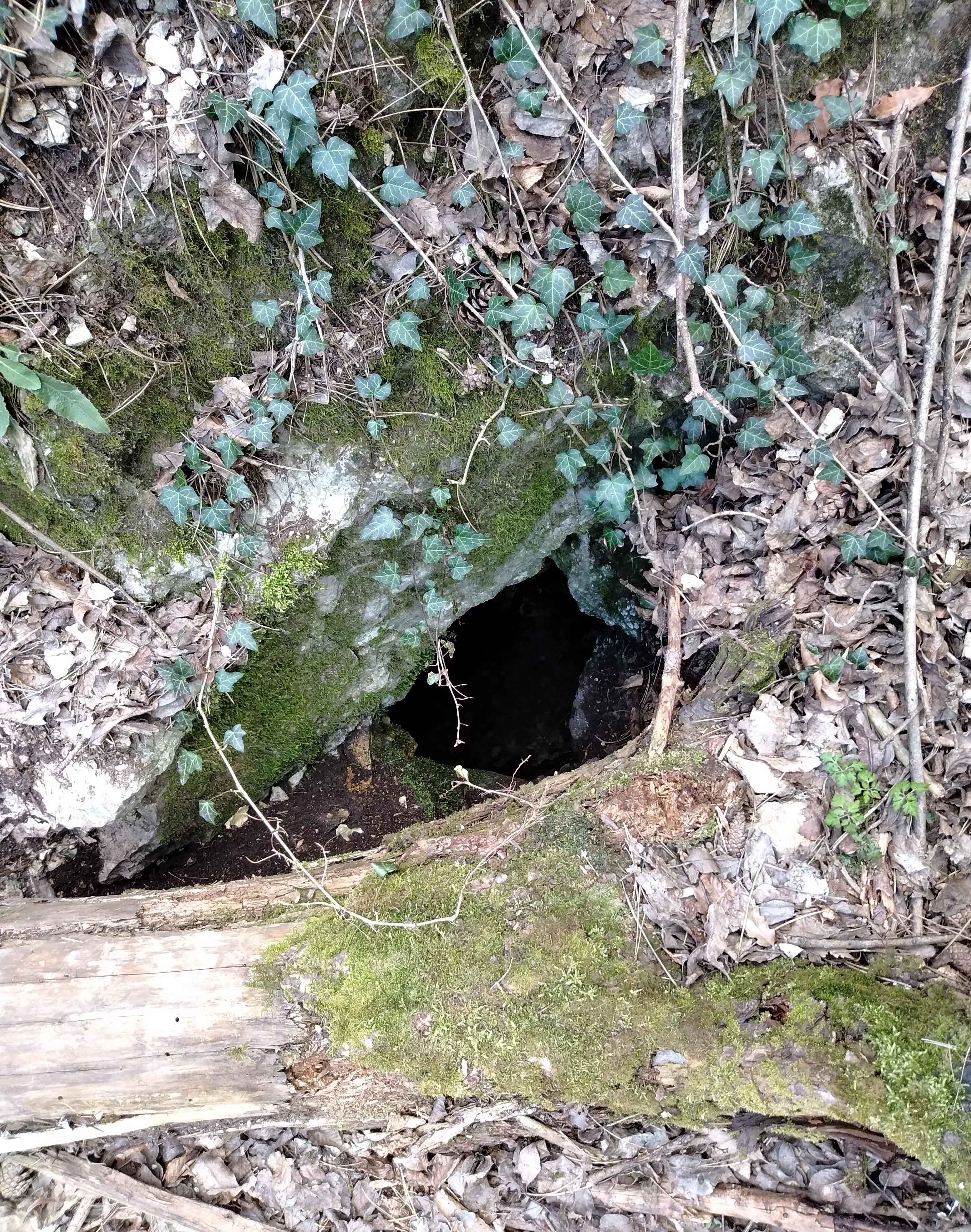
A barlang bejárata 2021-ben